# لوزوویا رودکا
لوزوویا رودکا (انگلیسی: Lozovaya Rudka) یک شهرک در بخش بوریسوفسکی استان بلگورود کشور روسیه است.